# Colegio Mayor Luis Vives
El Colegio Mayor Luis Vives fue un colegio mayor universitario impulsado en el año 1934 en el paseo de Valencia al Mar, actual avenida de Blasco Ibáñez de Valencia. Tenía capacidad para 165 estudiantes y 31 profesores y pertenece a la Universitat de Valencia. Cerró el 31 de julio de 2012. Está considerado cómo bien de relevancia local.
Fue impulsado por el rector de la Universitat de Valencia Juan Peset en el año 1934 e inaugurado en el año 1954 por Francisco Franco siguiendo el modelo de la República de la Residencia de Estudiantes de la Institución Libre de Enseñanza en Madrid. Desde su inauguración fue sede de cultura y actividades intelectuales.

## Edificio
Fue proyectada por el arquitecto valenciano Javier Goerlich y se trata de uno de los mejores ejemplos conservados del racionalismo valenciano de principios del siglo XX, de indudable valor artístico y patrimonial. Es un buen ejemplo del estilo barco por sus formas curvas. En el año 2017 se planteaban incógnitas sobre el destino de su futuro. Tras su rehabilitación por la Universitat de Valencia, el 17 de diciembre de 2024 se inauguró como Espacio Vives / Espai Vives. 